# Elżbieta Łukacijewska
Elżbieta Katarzyna Łukacijewska, née le 25 novembre 1966, est une femme politique polonaise, membre de la Plate-forme civique (PO).